# میهایلشت
شهر میهایلشت (به رومانیایی: Mihăileşti) در شهرستان جورجی در کشور رومانی واقع شده‌است. جمعیت این شهر ۷٬۱۶۱ نفر  است.